# Chris Harrington
Chris Harrington (* 7. Mai 1982 in St. Cloud, Minnesota) ist ein ehemaliger US-amerikanischer Eishockeyspieler, der zuletzt für die Ōji Eagles aus der Asia League Ice Hockey gespielt hat. Chris Harringtons Vater, John Harrington, ist ebenfalls ein ehemaliger Eishockeyspieler, der 1980 die olympische Goldmedaille beim sogenannten Miracle on Ice gewann.

## Spielerkarriere
Harrington begann seine Eishockeykarriere im Jahr 2000 in der US-amerikanischen Juniorenliga United States Hockey League bei den Omaha Lancers. Nach einer guten Saison konnte sich der 1,80 m große Verteidiger in seinem zweiten Jahr steigern und bekam im Sommer 2002 ein Stipendium an der University of Minnesota, für die er fortan in der Western Collegiate Hockey Association, einer Liga im Spielbetrieb der National Collegiate Athletic Association, spielte.
Auch dort wusste der damals 20-Jährige zu überzeugen und wechselte zur Spielzeit 2006/07 in die American Hockey League zu den Toronto Marlies, dem Farmteam der Toronto Maple Leafs. Nachdem er sich letzten Endes nur noch wenig Hoffnung auf einen Platz im Kader der Maple Leafs machen konnte, forcierte Harrington einen Wechsel nach Europa. Im Juli 2008 verpflichteten die DEG Metro Stars Harrington, der in den Spielzeiten Saison 2008/09 und 2009/10 für die DEG spielte. Anschließend einigte sich der US-Amerikaner im Oktober 2010 mit den Ōji Eagles aus der Asia League Ice Hockey auf ein Vertragsverhältnis. Nach drei Spielzeiten in Japan beendete der US-Amerikaner seine aktive Karriere.

## Karrierestatistik
(Legende zur Spielerstatistik: Sp oder GP = absolvierte Spiele; T oder G = erzielte Tore; V oder A = erzielte Assists; Pkt oder Pts = erzielte Scorerpunkte; SM oder PIM = erhaltene Strafminuten; +/− = Plus/Minus-Bilanz; PP = erzielte Überzahltore; SH = erzielte Unterzahltore; GW = erzielte Siegtore; 1 Play-downs/Relegation; Kursiv: Statistik nicht vollständig)